# FC Saint-Louis Neuweg
Der FC Saint-Louis Neuweg ist ein französischer Fußballverein, der 1990 gegründet wurde und seinen Sitz in Saint-Louis im Département Haut-Rhin hat. Seit der Saison 2022/23 spielt der Verein in der sechsten französischen Fußballliga.

## Geschichte
Im Juni 1990 fusionierte der FC Saint-Louis mit dem FC Neuweg, dem Verein aus dem Stadtteil Saint-Louis la Chaussée, und wurde zum FC Saint-Louis Neuweg.
Der Verein hat eine auf die Jugend ausgerichtete Ausbildungspolitik entwickelt, um seine Mannschaften zu den besten der Region zu machen. Im Jahr 2015 erreichte der Verein das mittelfristige Ziel, als nächster elsässischer Verein in der dritthöchsten Spielklasse im französischen Männerfußball zu spielen.
Der Klub ist eine Partnerschaft mit dem FC Basel eingegangen, um talentierten jungen Fußballern aus der Dreiländerregion eine Ausbildung auf höchstem Niveau zu ermöglichen. Im Jahr 2021 erreichte der Verein das Sechzehntelfinale des französischen Pokals.